# 薩拉伊·穆爾克·汗尼姆
薩拉伊·穆爾克·汗尼姆（Saray Mulk Khanum；1343年—1406年），帖木兒的大皇后，同時她是第23任察合台汗国可汗合赞算端的女兒。

## 與帖木兒的婚姻
與帖木兒結婚前，她第一任丈夫是割據巴爾赫，加兹罕之孫忽辛。帖木兒在打敗忽辛後把她納入自己後宮，因她出自成吉思汗黃金家族，帖木兒給她高於一般妃子的地位。通過他與薩拉伊的婚姻，帖木兒得到古列干（駙馬）的身分，這頭銜對帖木兒非常重要，因為它可以表明他與察合台汗的家庭關係和統治合法性。在1397年，帖木兒與东察合台汗国可汗黑的兒火者的女兒圖卡伊·汗尼姆結婚，因她也是出自察合台家族，因此成為小皇后。薩拉伊在帝國對她的丈夫和宮廷起巨大的影響，在帖木兒出征時於撒馬爾罕擔任攝政。她與帖木兒没有生育任何子女，不过她却是之后成为帖木儿帝国埃米尔的沙哈魯（帖木儿第四子）的監護人。

## 贊助教育
在14世紀末，一個在撒馬爾罕的最重要建築是汗尼姆伊斯蘭學校，帖木兒大清真寺的對面。1397年因她有意願贊助教育而被命令興建在撒馬爾罕，在之前她已委託興建其他很多建築，但只有汗尼姆伊斯蘭學校保留到現在。